# 185640 Sunyisui
185640 Sunyisui è un asteroide della fascia principale. Scoperto nel 2008, presenta un'orbita caratterizzata da un semiasse maggiore pari a 3,9649511 UA e da un'eccentricità di 0,1909960, inclinata di 7,58235° rispetto all'eclittica.